# 降结肠

1.升结肠 2.横结肠 3.降结肠 4.乙狀结肠 5.直肠

降结肠是结肠的一部分，位于腹腔左部，在脾脏下方与横结肠以直角弯相接，沿左肾外缘下行，在将靠近骨盆时转向内侧，连接乙状结肠。